# Sen noci svatojánské

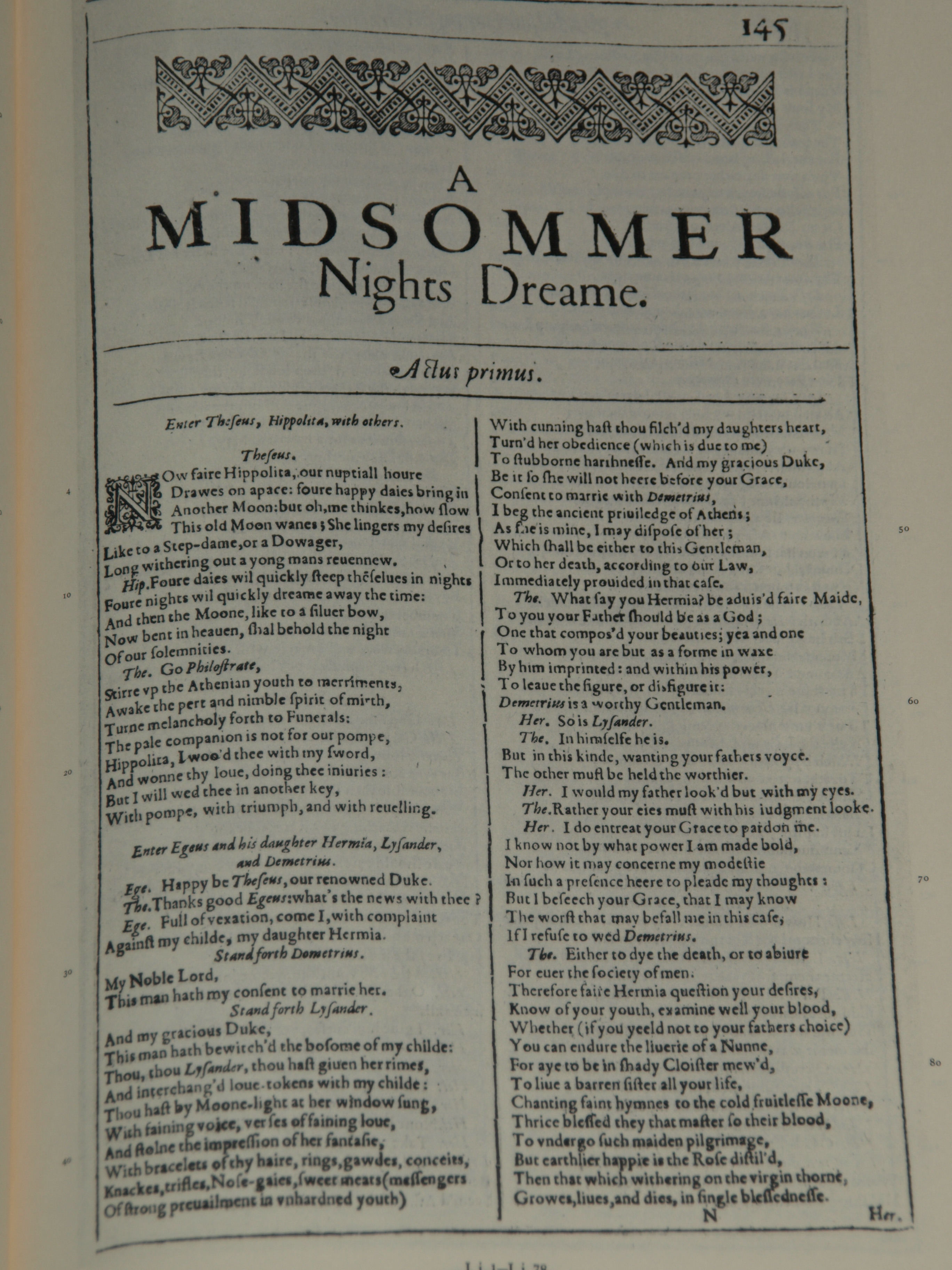
Faksimile první strany Snu noci svatojánské z vydání z roku 1623.

Sen noci svatojánské (anglicky A Midsummer Night's Dream) je divadelní hra, komedie britského dramatika Williama Shakespeara napsaná mezi lety 1590 a 1596. Nejnovější překlad do češtiny je od Jiřího Joska.

## Postavy
- Theseus, vládce starořeckých Athén
- Hippolyta, královna Amazonek, jeho nevěsta
- Egeus, otec Hermie, chce provdat svou dceru za Demetria
- Hermia, zamilovaná do Lysandra
- Helena, zamilovaná do Demetria
- Lysandr, chce Hermii, v lese se zamiluje do Heleny
- Demetrius, zprvu zamilovaný do Hermie
- Filostrates, jeden z Theseových dvořanů
- Petr Poříz, tesař
- Mikuláš Klubko, tkadlec
- František Píšťala, měchař
- Tomáš Hubička, dráteník
- Fortel, truhlář
- Robin Střízlík, krejčí
- Oberon, král elfů
- Titania, královna víl
- Puk neboli Vtipálek Robin
- Hrášek, víla Titanie
- Pavučinka, víla Titanie
- Prášek, víla Titanie
- Hořčička, víla Titanie
- Dvě další víly Titanie
- Další elfové sloužící Oberonovi

## Obsah

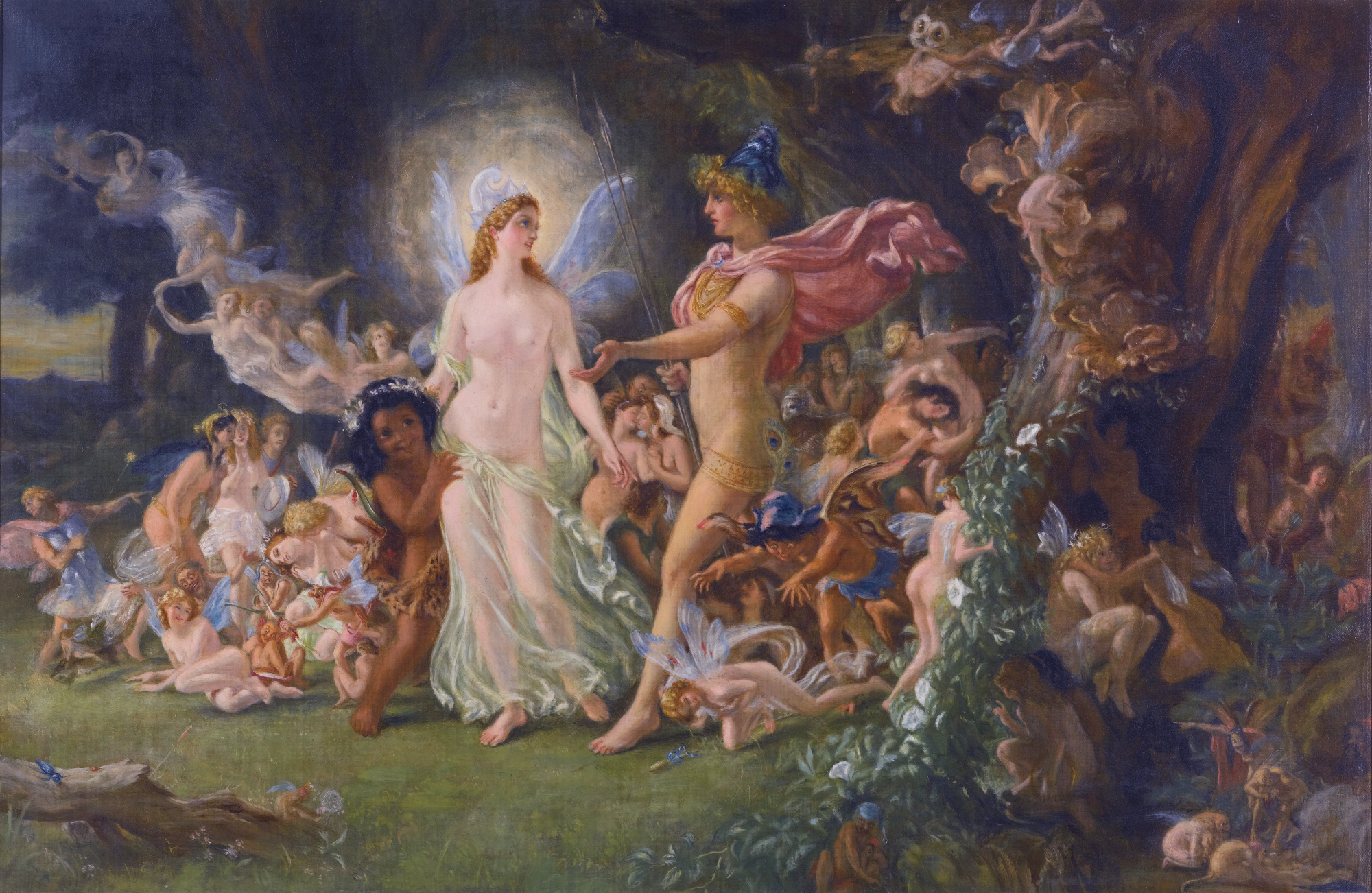
Hádka Titanie a Oberona; Joseph Noel Paton

Athénský vévoda Theseus přemohl v boji královnu Amazonek Hippolytu a připravuje svou svatbu s ní. Předstupuje před něj občan Egeus se žalobou na svou dceru. Krásná Hermia si má podle jeho vůle vzít za muže přítomného Demetria, ale je zamilovaná do Lysandra. Otec jí hrozí krutým trestem podle athénského práva, když ho neuposlechne. Proto se Hermia domluví s Lysandrem, že spolu utečou z Athén. Mají se setkat v čarovném lese. Hermia však prozradí tento úmysl své přítelkyni Heleně a ta přemluví Demetria, do kterého je zamilovaná, aby spolu rovněž odešli do lesa. Do tohoto lesa se také chystá divadelní společnost složená z athénských řemeslníků zkoušet srdceryvnou tragédii o Pyramovi a Thisbě.
V lese se potkají královna víl Titania a král elfů Oberon. Oberon chce od Titanie zpět páže, které mu odebrala. Proto pošle jednoho ze svých elfů pro kouzelný květ, jehož dotykem se jakýkoliv člověk zamiluje do toho, koho prvního spatří. Oberon chce, aby se Titania zamilovala do nějaké příšery.
Oberon schovaný za křovím si vyslechne prudkou hádku mezi Demetriem a Helenou a nařídí elfu Pukovi, aby očaroval Demetria. Puk se však splete a potře kytkou Lysandra místo Demetria. Lysandr se probudí a hned se zamiluje do Heleny. Hermii nechá opuštěnou v lese. Titania se rovněž probudí a zamiluje se do řemeslníka (herce) Klubka s oslí hlavou, kterou mu přičaroval Oberonův elf. Když si Puk uvědomí svoji chybu, očaruje i Demetria, aby se zamiloval do Heleny.
Demetrius, Lysandr, Helena a Hermia se potkají. Jak Lysandr tak Demetrius jsou zamilovaní do Heleny, ta si však myslí, že si z ní oba dělají blázny. Hermia se velmi hněvá na Helenu kvůli Lysandrovi. Lysandr a Demetrius chtějí o Helenu bojovat. Oberon, který to vše pozoruje, za nimi pošle Puka. Díky elfovi se Lysandr a Demetrius minou a kvůli únavě usnou. Na stejné místo dojde Helena a po ní i Hermia. Obě usnou a elf napraví, co zkazil. Titania vrátí Oberonovi páže. Ten ji zbaví kouzla a Klubkovi odčaruje oslí hlavu.
Ráno už jsou spolu Hermia s Lysandrem a Helena s Demetriem. V lese se objeví také athénský vévoda Theseus se svou budoucí manželkou. Klubko se vrátí ke zbytku herců. V Athénách se slaví tři svatby - vévody Thesea a královny Amazonek Hippolyty, Lysandra a Hermie a Demetria s Helenou. Po svatbě zahrají herci na hostině svoji hru.

## Filmové a televizní adaptace
- 1935 A Midsummer Night's Dream, americký film oceněný dvěma Oscary. Režie: William Dieterle, hrají: James Cagney, Dick Powell.
- 1959 Sen noci svatojánské, československý loutkový film oceněn Zlatou palmou. Režie: Jiří Trnka.[1]
- 1968 A Midsummer Night's Dream, anglický film. Režie: Peter Hall, hrají: Barbara Jefford, Helen Mirren, Judi Dench, Ian Holm.
- 1969 Le songe d'une nuit d'été, francouzský film. Režie: Jean-Christophe Averty, hrají: Claude Jade, Christine Delaroche, Jean-Claude Drouot.
- 1973 Sen noci svatojánské, československá televizní inscenace. Režie: Jiří Bělka, hrají: Jan Tříska, Květa Fialová, Jiří Hrzán, Václav Postránecký, Jorga Kotrbová, Josef Abrhám, Marta Vančurová a další.[2]
- 1982 Sex noci svatojánské, americký film, který se předlohou jen lehce inspiroval. Režie: Woody Allen, hrají: Woody Allen, Mia Farrow.
- 1999 Sen noci svatojánské, italsko-anglický film. Režie: Michael Hoffman, hrají: Kevin Kline, Michelle Pfeifferová, Stanley Tucci, Dominic West, Christian Bale, Anna Friel, David Strathairn, Sophie Marceau.[3]

## Hudba
- 1826 Sen noci svatojánské – předehra Felixe Mendelssohn-Bartholdyho (op. 21)
- 1960 Sen noci svatojánské – opera Benjamina Brittena

## Rozhlasové adaptace
V češtině vzniklo postupně několik rozhlasových adaptací:
- 1950 Československý rozhlas, režie: Josef Bezdíček. Hráli: Václav Voska (Lysandr), Vladimír Ráž (Demeteus), František Filipovský (Klubko), Antonín Jedlička (Pískálek), Josef Hlinomaz (Tlamička), Saša Myšková (Hermie), Drahomíra Hůrková (Helena), Vítězslav Vejražka (Oberon), Jaroslava Adamová (Puk). Hudba: Václav Trojan.[4]
- 1964 Československý rozhlas, režie Ludvík Pompe. Hráli: Petr Haničinec (Lysandr), Karolina Slunéčková (Hermie), Karel Hlušička (Demeteus), Eva Klepáčová (Helena), Josef Patočka (Oberona, král Elfů), Taťana Vavřincová (Titanie), Josef Hlinomaz (Klubko), Antonín Jedlička (Štěbenec), další řemeslníci Vladimír Krška a Milan Mach, Zdena Hadrbolcová (Puk), Gabriela Vránová (elf). Hudba: Kamil Hála hrál orchestr Československého rozhlasu dirigent Josef Vobruba.[4]
- 2016 Český rozhlas, překlad: Martin Hilský, rozhlasová adaptace: Klára Novotná, režie: Martina Schlegelová, dramaturgie: Renata Venclová, zvukový design a hudba: Jakub Rataj, produkce: Radka Tučková a Eva Vovesná. Osoby a obsazení: Karel Dobrý (Oberon), Helena Dvořáková (Titanie), Pavla Beretová (Puk), Viktor Preiss (Hrášek), Josef Somr (Hořčička), Jaroslav Kepka (Pavučinka), Miroslav Krobot (Poříz), David Novotný (Klubko), Martin Myšička (Střízlík), Václav Neužil (Píšťala), Hynek Čermák (Fortel), Klára Suchá (Hermie), Tereza Dočkalová (Helena), Petr Lněnička (Lysandr), Jan Meduna (Demetrius), Kamil Halbich (Theseus), Tereza Bebarová (Hippolyta), Jan Vondráček (Egeus) a další.[5]